# Saint-Julien (Vosgos)
 Saint-Julien  es una población y comuna francesa, en la región de Lorena, departamento de Vosgos, en el distrito de Neufchâteau y cantón de Lamarche.

## Demografía
| 231 | 217 | 203 | 176 | 137 | 146 |
| Para los censos de 1962 a 1999 la población legal corresponde a la población sin duplicidades (Fuente: INSEE [Consultar]) |     |     |     |     |     |